# Armurerie tibétaine

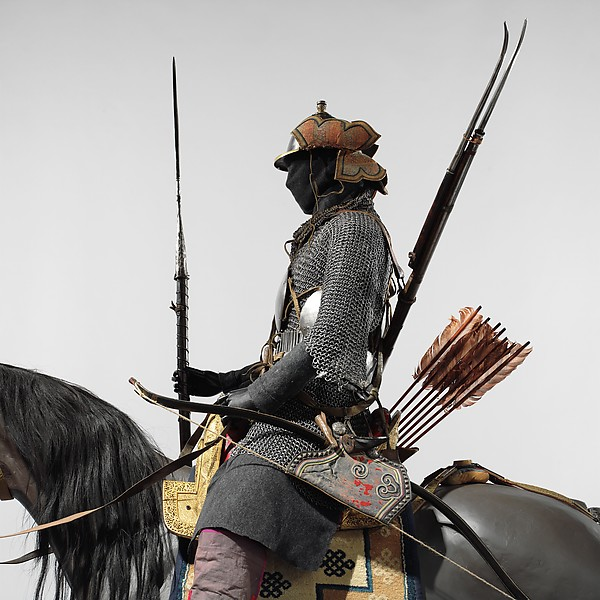
Cavalier tibétain et son cheval en armure, XVIII, exposés au Metropolitan Museum of Art.

La longue histoire de l’armurerie tibétaine est marquée par la culture tibétaine et les progrès des techniques de fabrication d'armures pour les militaires et les cérémonies. Les armures tibétaines prennent de nombreuses formes, et ont été produites jusqu'au XXe siècle, en raison de l'isolement du plateau tibétain.

## Histoire

### Développement
L'armurerie tibétaine est fortement influencée par les armures de la Chine et des différents peuples Mongols. Selon Donald J. La Rocca du Metropolitan Museum of Art département des Armes et Armures, les soldats tibétains ont été le plus souvent protégés par une armure, un casque et un bouclier en rotin renforcé avec des lattes de fer. La cavalerie tibétaine a également protégé les chevaux avec une mince armure de cuir, et leurs têtes avec d'épaisses plaques de fer. La forme la plus commune des armures tibétaines est une armure lamellaire appelée byang bu'i khrab, qui a été créée par chevauchement de carrés de matériau absorbant les chocs. Le matériau le plus couramment utilisé au Tibet est le cuir, puisque son coût est plus faible. Les soldats tibétains de haut rang étaient équipés d'armures renforcées avec des lamelles de fer ou de cuivre, souvent richement décorées avec des incrustations d'or. Plus tard, avec l'avancée du travail du fer, la cotte de mailles , appelée lung gi khrab, est devenue plus commune, et l'armure lamellaire a été progressivement remplacée par l'armure écaillée, plus efficace. Certaines tribus des pays de l'est tibétain sont soupçonnées d'avoir employé une infanterie lourde entièrement en armure de fer. Cette observation est complétée par un texte en chinois de l'historien Du You, dans son encyclopédie Tongdian, selon laquelle, pendant le règne de l'Empire du Tibet (VIIe siècle - IXe siècle), l'infanterie lourde tibétaine (appelée Zimchongpa) a été entièrement protégée dans une armure :
« Les hommes et les chevaux portent tous des armures de cottes de maille. Leur artisanat est extrêmement bon. Elles les enveloppent complètement, laissant apparaître uniquement les deux yeux. En conséquence, les arcs et les épées acérées ne peuvent pas les blesser. Leur archerie est faible mais leur armure est forte »
À partir du XVIIe siècle, la cavalerie entre dans la bataille protégée par quatre grands disques de fer attachés au torse, au dos et sur les côtés, suivant une méthode de protection surnommée « les quatre miroirs ». Ces lourds cavaliers portent aussi des casques de fer spécialisés, munis d'ailes sur les côtés. Certains armuriers tibétains fabriquent des armures de plate connues sous le nom de duru. L'évolution de la conception de l'armure continue à l'âge de la poudre à canon. Le relatif isolement du plateau tibétain isole l'armurerie tibétaine et l'empêche d'avoir à composer avec la généralisation de l'utilisation des armes à feu dans la guerre

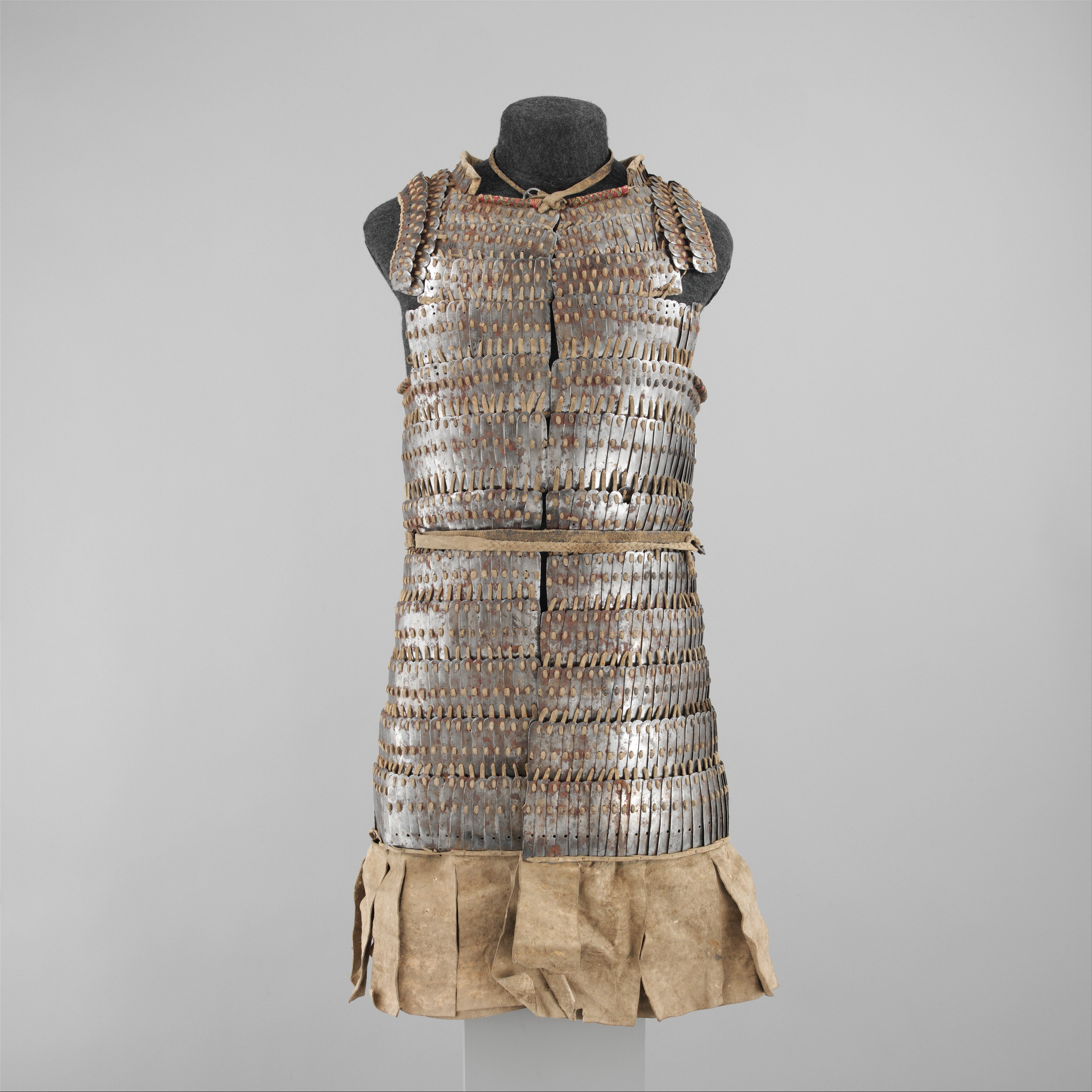
Armure lamellaire tibétaine du XVI. Composée de fer et de cuir qui se chevauchent, verrouillage par carrés conçus pour réduire la force d'impact.

### Usage honorifique et religieux
Les armes et armures tibétaines ont été utilisées en dehors du champ de bataille. Des armures de cérémonie ont été utilisées dans le cadre de rituels, pendant le Mönlam dans Lhassa. Pour invoquer l'aide des divinités gardiennes, des sanctuaires spécialisés appelés Gonkhang Mgon Khang ont été établis dans les temples bouddhistes. Ces sanctuaires abritent des armes et armures de guerriers tibétains vénérés. Ce sont ces chapelles qui ont conservé la plupart des pièces d'armurerie tibétaine qui subsistent à ce jour. Toutes ces pièces sont de grande qualité, les armures sont décorées d'incrustations de  métaux précieux, de pierres précieuses, ou arborent l'iconographie bouddhique.